# Sporting Club decazevillois
 (juillet 2017).
Si vous disposez d'ouvrages ou d'articles de référence ou si vous connaissez des sites web de qualité traitant du thème abordé ici, merci de compléter l'article en donnant les références utiles à sa vérifiabilité et en les liant à la section « Notes et références ».
Actualités
Le Sporting Club decazevillois est un club français de rugby à XV basé à Decazeville en Aveyron. Le club est fondé en 1912, a été vainqueur du championnat de France de rugby à XV de 2e division en 1937. Le SCD a une rivalité avec le Stade Rodez Aveyron et le Groupe sportif figeacois. Le club joue en 2023-2024 en Fédérale 2.

## Histoire du club
Fondé en 1912, le club fut déclaré au Journal officiel le 9 décembre 1913 ; de 1910 à cette date, des entraînements avaient lieu au pré du Plégat à la Buscalie. Le SCD commence la compétition en 3e série en 1919 en raison de la Première Guerre mondiale.
Le club remporte le titre de champion de France de 2e division en 1937 joue dans l'élite jusqu'à la Seconde Guerre mondiale.
Il manque de peu la qualification en 1939, éliminé au goal average au profit de Brive.
Demi-finaliste du championnat de France de deuxième division en 1971, Decazeville retrouve la première division pour la saison 1972 mais est immédiatement relégué.
Decazeville joue alors huit saisons consécutives en deuxième division puis retrouve la première division groupe B en 1981 où il atteint les huitièmes de finale, éliminé par La Voulte des frères Cambérabero.
Redescendu en deuxième division, le club est finaliste du championnat en 1986 et retrouve la première division groupe B pour la saison 1988 avant de redescendre en deuxième division où il évolue jusque dans les années 1990.

## Palmarès

### Détail du palmarès
- Championnat de France de deuxième division :
  - Vainqueur (1) : 1937
  - Vice-champion (1) : 1986

### Finales
| Championnat       | Date de la finale | Vainqueur      | Score   | Finaliste      | Lieu de la finale                         | Spectateurs |
| ----------------- | ----------------- | -------------- | ------- | -------------- | ----------------------------------------- | ----------- |
| Deuxième division | 25 avril 1937     | SC Decazeville | 6 - 3   | US Cognac      | Stade Amédée-Domenech, Brive-la-Gaillarde | -           |
| Deuxième division | 01 juin 1986      | FCS Rumilly    | 22 - 15 | SC Decazeville | Stade Kauffman, Nimes                     | -           |

| Championnat            | Date de la finale | Vainqueur         | Score | Finaliste      | Lieu de la finale           | Spectateurs |
| ---------------------- | ----------------- | ----------------- | ----- | -------------- | --------------------------- | ----------- |
| Championnat d'Auvergne | 1922              | SC Decazeville    | -     | -              | -                           | -           |
| Championnat d'Auvergne | 1927              | SC Decazeville    | -     | -              | -                           | -           |
| Championnat d'Auvergne | 1928              | SC Decazeville    | -     | -              | -                           | -           |
| Championnat d'Auvergne | 1929              | SC Decazeville    | -     | -              | -                           | -           |
| Championnat d'Auvergne | 1930              | SC Decazeville    | -     | -              | -                           | -           |
| Championnat d'Auvergne | 1931              | SC Decazeville    | -     | -              | -                           | -           |
| Championnat d'Auvergne | 1932              | Stade aurillacois | 6 - 0 | SC Decazeville | Stade Marcel-Costes, Figeac | 4000        |

### Bilan par saison
- 1936-1937 : Excellence (poule ?) : ?e/?, vainqueur en finale contre l'US Cognac (6-3)[2]
- 1937-1938 : Excellence (poule 8) : 5e/10

...
- 2007-2008 : Fédérale 2 (poule 6) : 4e/12[3],  défaite en 1/32es de finale[4]
- 2008-2009 : Fédérale 2 (poule 6) : 2e/12[5], défaite en 1/16es de finale[6]
- 2009-2010 : Fédérale 2 (poule 6) : 6e/10[7],  défaite en 1/8es de finale[8]
- 2010-2011 : Fédérale 2 (poule 6) : 2e/12[9], défaite en 1/8es de finale[10]
- 2011-2012 : Fédérale 2 (poule 6) : 7e/10[11]
- 2012-2013 : Fédérale 2 (poule 8) : 5e/10[12]
- 2013-2014 : Fédérale 2 (poule 6) : 6e/10[13], défaite en 1/16es de finale[8]
- 2014-2015 : Fédérale 2 (poule 6) : 4e/10[14]
- 2015-2016 : Fédérale 2 (poule 7) : 5e/10[15]
- 2016-2017 : Fédérale 2 (poule 7) : 7e/10[16]
- 2017-2018 : Fédérale 2 (poule 6) : 11e/12[17]
- 2018-2019 : Fédérale 2 (poule 5) : 12e/12[18]
- 2019-2020 : Fédérale 3 (poule 10) : 3e/12[19]
- 2020-2021 : Fédérale 3 (poule 13) : Saison suspendue
- 2021-2022 : Fédérale 3 (poule 14) : 5e/12[20]

## Personnalités du club

### Entraîneurs
- 1960-1963 :  Henri Lazies
- 1967-1971 :  Guy Augey
- 1976-1978 :  Jean-Claude Berejnoï
- 1982-1984 :  John Welch
- 1996-1998 :  Éric Fernandez
- 2008-2011 :  Éric Fernandez
- 2011-2014 :  Stéphane Borel et  Faycal Boukanoucha
- 2017-décembre 2017 :  Éric Fernandez et  Jérôme Grémaux[21]
- Décembre 2017-2019 :  Cyril Petit et  Fabrice Landes
- 2019- :  Tim Bowker et  Anthony Julian

### Joueurs emblématiques
- Jean-Claude Berejnoï
- Henri Lazies
- Michel Yachvili
- Jean-Luc Rivallo
- Éric Morisse[22]
- Daniel Boulpiquante
- John Graf
- Jean-Philippe Rey
- Jérôme Miquel
- Édouard Angoran
- Stéphane Delpuech
- Malkhaz Urjukashvili
- Jérôme Accorsi
- Grégory Fabro
- Lotu Taukeiaho
- Joris Segonds[23]
- Antoine Romero, premier international junior du club[24].

## Actions associatives
Le Sporting Club decazevillois décide de reprendre les reines de l'organisation du challenge Éric Morisse pour la XIIIème édition du tournoi.